# 君は特別
「君は特別」（きみはとくべつ）は、1974年6月21日に発売された郷ひろみ9作目のシングル。

## 収録曲
全曲　作詞：岩谷時子／作曲：筒美京平
1. 君は特別
編曲：筒美京平
2. 太陽のシャワー
編曲：高田弘